# Poiares (Freixo de Espada à Cinta)
Poiares is een plaats (freguesia) in de Portugese gemeente Freixo de Espada à Cinta en telt 507 inwoners (2001).